# NGC 5239
NGC 5239 é uma galáxia espiral barrada (SBbc) localizada na direcção da constelação de Boötes. Possui uma declinação de +07° 22' 11" e uma ascensão recta de 13 horas, 36 minutos e 26,3 segundos.
A galáxia NGC 5239 foi descoberta em 13 de Abril de 1784 por William Herschel.